# کارن خاچاطریان (هنرپیشه)
کارن جانیکی خاچاطریان (ارمنی: Կարեն Ջիվանի Խաչատրյան زاده ۷ ژوئیهٔ ۱۹۶۹) یک بازیگر و کارگردان اهل ارمنستان است. 

## زندگی‌نامه
وی در ۷ ژوئیهٔ ۱۹۶۹ در گیومری به دنیا آمد و از آکادمی دولتی هنرهای زیبای ارمنستان فارغ‌التحصیل شد. وی همچنین برندهٔ جوایزی همچون مدال طلای وزارت فرهنگ جمهوری ارمنستان شده‌است.